# Джон Барнуолл, 3-й барон Трімлстон

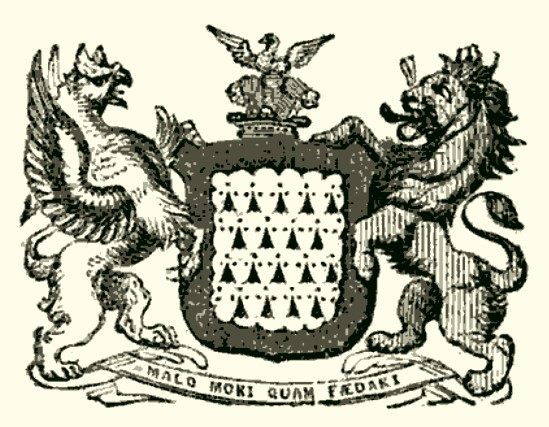
Герб баронів Барноулл.

Щит герба баронів Барноулл.

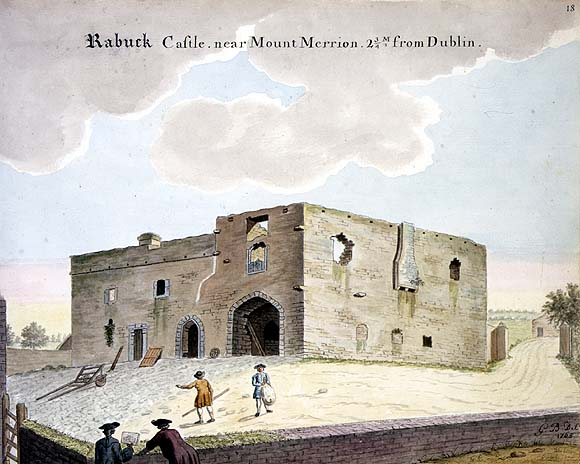
Руїни замку Робак, художник Габріель Беранж, 1765 р. Дід лорда Трімлстона придбав замок Робак внаслідок шлюбу.

Джон Барнуолл (1470 - 25 липня 1538) – ІІІ барон Трімлстон, відомий ірландський політик, аристократ, суддя, юрист, лорд-канцлер Ірландії. 

## Походження
Він був старшим сином Крістофера Барнуолла, ІІ барона Трімлстона та його дружини Елізабет Планкет, дочки сера Томаса Фітц-Крістофера Планкета з Ретмора, головного лорд-судді Королівської лави в Ірландії та його другої дружини Меріан Круз. Він успадкував від свого батька титул і став ІІІ бароном Барноулл приблизно в 1513 році. Його батько, як і більшість англо-ірландської аристократії, підтримував претензії самозванця, претендента на трон Англії та Ірландії Ламберта Сімнела у 1487 році. Після провалу повстання Сімнела він отримав королівське помилування як і багато хто з учасників повстання – король Англії Герніх VII шукав підтримки серед аристократії та народу і не хотів безглуздими репресіями вирощувати ненависть на підвладних землях. 
Предки Джона Барнуолла переселились до Ірландії в часи правління короля Англії Генріха II (1154 – 1189) – завойовника Ірландії і отримали великі земельні наділи в графстві Корк які були відібрані короною Англії в ірландських кланів. Однак за першої ж зручної нагоди старі власники цих земель – ірландський клан О’Салліван повстав і повстанці вбили всіх людей родини Барноулл, крім одного молодого чоловіка, який був відсутній, вивчаючи право в Англії. Зрештою він повернувся до Ірландії та оселився в Дрімне, що поблизу Дубліна.

## Життєпис
Джон Барноулл зробив собі юридичну та політичну кар’єру в Ірландії за часів короля Англії та Ірландії Генріха VIII. Близько 1513 року він був посвячений у лицарі та отримав землю поблизу Данліра. Йому також належав замок Робак у південних землях графства Дублін (тепер ці землі частина Університетського коледжу Дубліна). Цей замок родина Барноулл отримала внаслідок одруження діда Джона Барноулла з Елізабет ле Брюн, донькою та спадкоємицею Крістофера ле Брюна. Шлюб відбувся в 1466 році.
Джон Барноулл відрізнявся талантами в юридичній сфері, домігся посади судді. Історик О’Фланаган припускає, що, ставши суддею, він хотів наслідувати видатний приклад свого діда по материнській лінії, головного судді Ірландії Планкета. Джон Барноулл був призначений генеральним прокурором Ірландії в 1504 році, генеральним соліситором Ірландії та королівським судовим сержантом, другим суддею Королівського суду в 1514 році, заступником скарбника, а потім лордом-скарбником Ірландії в 1524 році та лордом-канцлером Ірландії в 1534 році. Джон Барноулл склав присягу як радник Таємної Ради Ірландії в 1521 році і був прихильником Джеральда ФіцДжеральда, ІХ графа Кілдер, чия родина ще кілька років зберігала своє 50-річне домінування в політичному житті Ірландії. Його лояльність до Фіцджеральдів призвела до проблем щодо Трімлстауна в наступному десятилітті, коли син Джеральда Фіцджеральда – Шовковий Томас повстав проти англійської влади і Корони Англії за незалежність Ірландії. О’Фланаган хвалить його як експерта з фінансів і права, але додає дещо цинічно, що його найбільшим талантом було піклування про власні інтереси, про що свідчать значні землі в Данлірі, надані йому англійською короною.
У 1536 році під командуванням лорда-скарбника Ірландії сера Вільяма Брабазона він здійснив вторгнення в Оффалі та розбив військо ірландського клану О’Конор, що тоді спустошував англійські колонії в Ірландії. Наступного року за дорученням Таємної Ради Ірландії він провів успішні переговори з ірландським кланом О’Ніл. Під час повстання Шовкового Томаса, Х  графа Кілдер, він був одним із ірландських шляхтичів, чия лояльність до корони вважалася надто сумнівною, але, здається, ці підозри, засновані на записі Джона про підтримку графів Кілдер, не були сильними. Хоча над Джоном Барноуллом висіла небезпеа, після поразки повстання він отримав королівське помилування, як і більшість тих, кого підозрювали, але не довели, що ті справді підтримували повстанців. 
Джон Барноулл помер 25 липня 1538 року.

## Родина
Джон Барноулл був чотири рази одружений. Достеменно відомі лише імена його першої та другої дружин: це були Джанет (або Женет) Белью, донька Джона Беллью з Беллстауна, графство Міт, і Маргарет, донька Патріка ФіцЛеонса, який тричі був лордом-мером Дубліна між 1477 і 1495 роками. Її мати належала до впливової родини ФітцЮстас із графства Кілдер. У Джона Барноулла було семеро дітей. Від Джанет він мав сина і спадкоємця. Це був: 
- Патрік Барнуолл, IV барон Трімлстаун.

Від Маргарет він мав ще шестеро дітей, чотирьох синів і двох дочок:
- Сер Томас Барнуол.
- Пітер Барнуол.
- Джеймс Барнуолл.
- Ендрю Барнуол.
- Елізабет Барнуолл, що виходила заміж тричі: її чоловіками були Джордж Планкетт з Больє, графство Лаут, племінник Олівера Планкетта, І барона Лаута, Крістофер Юстас і Вільям Дарсі з Платтена.
- Кетрін Барнуолл, що вийшла заміж за Патріка Хассі, ХІ барона Галтріма, і мала чотирьох дітей, у тому числі Джеймса Хассі, ХІІ барона Галтріма, і Мері, що вийшла заміж за Джорджа Ейлмера, предка баронетів Ейлмерів із Донадеї.

Його брат Роберт (помер до 1547 р.) з Роузстауна, графство Міт, був, як і Джон, адвокатом. Освіту завершив в юридичній школі «Грейс Інн», і також був рекомендований для призначення королівським сержантом або головним бароном казначейства Ірландії в 1537 році, але не був призначений на жодну посаду. Він придбав замок Розстаун через шлюб зі спадкоємицею Джоаною Роу. Патрік Барнуолл, генеральний соліситор Ірландії та магістр рукописів Ірландії, був племінником Джона та Роберта, сином їх сестри Елісон, що вийшла заміж за їхнього двоюрідного брата Роджера Барнуолла з Кінгсленду.